# 愛永
愛永（まなえ、MANAE、1996年11月25日 - ）は、日本のタレント、グラビアアイドル。千葉県出身。ワナップ→ジパングマネジメント所属。
2005年7月31日にジュニアアイドルサイト「天使の絵日記」に登場（当時小学3年生）。当時の芸名は関愛永（せき まなえ）だった。2005年12月29日に芸名を愛永（MANAE）とし、芸能プロダクションワナップに所属した。
主な活動としては「天使の絵日記」などのイメージDVDの発売、ジュニアアイドルグラビア誌への登場、清純いもうと倶楽部が開催する撮影会へモデルとしての出演、などがある。

## プロフィール
- 特技は一輪車、新体操
- 好きな教科は体育、苦手な教科は国語
- 愛称は「まにゃ」

## 人物
- いもうと倶楽部撮影会においてしばしば撮影者参加型の遊びを実践している。遊んでいる間はポージングなどはほとんど行わないため写真は撮りづらい。なお所属事務所（ワナップ）のジュニアアイドルの中では断トツの撮影会参加回数を誇る。
- 2006年1月1日からブログ[2]を運営している（当初はワナップのブログに書き込んでいたが、2006年1月18日独立して彼女個人のブログを持つようになった）。
- 家族で外出中に子役事務所に何度かスカウトされたことがある[2]。一方で、何度か一緒に仕事をした事務所から街頭スカウトされてしまったことがある。
- 2015年1月まで2年4か月の間、アイドルグループ「FineColor」のメンバーであった[3]。

## 出演作品

### DVD
- 天使の絵日記 『お花畑でおやゆび姫になって』（2005年11月18日）
- 天使の絵日記 『萌える少女に抱かれて』（2006年2月20日）
- 天使の絵日記 『子猫のような天使に出会う海』（2006年4月20日）
- アイマックス 『清純!いもうと倶楽部〜スクール水着オーディションpart11水着編』（2006年5月30日）
- アイマックス 『清純!いもうと倶楽部〜スクール水着オーディションpart11スクール水着編』（2006年5月30日）
- 英知 『フルーツ・パフェVol.01』（2006年6月30日）
- 天使の絵日記 『子猫マーニャのサマーホリデー』（2006年10月20日）
- アイマックス 『いもうとエクササイズLESSON3』（2006年10月30日）
- 心交社 『まなえショータイム!!』（2006年12月1日）
- 天使の絵日記 『子猫の名はタマニャ♪』（2007年3月20日）
- 海王社 『なまえまなえ』（2007年5月25日）
- おいも屋本舗 『なっち、あい、まにゃのドキドキVacation♪』（2007年7月1日）
- 日本メディアサプライ 『愛永 10歳』（2007年7月20日）
- Blue Corner『IDL FARM/愛永』（2011年3月20日）

### 写真集
- 心交社 『まにゃ』（2006年11月24日）

### ジュニアアイドル誌
- マイウェイ出版 『Moecco』Vol.2（2006年5月25日）
- 曙出版 『ピュア☆カワ』Vol.01(創刊号)（2006年5月29日）
- 海王社 『Sho→Boh』Vol.3（2006年8月7日）
- 曙出版 『ピュア☆カワ』Vol.02（2006年9月25日）
- メディアックス 『ピュア☆カワDX』（2006年12月16日）
- 海王社 『Sho→Boh』Vol.6（2007年4月3日）
- 海王社 『Sho→Boh』 Vol.7（2007年6月2日）

### ジュニアアイドル写真・動画サイト
- 清純いもうと倶楽部（2006年2月3日 - ）
- はにとら学園（2007年5月24日 - ）

## 出演イベント

### ジュニアアイドルイベント
- 2005年12月24日　天使クリスマスパーティー…トップジャパン秋葉原
- 2006年 4月22日　吉沢真由美 and 愛永 天使DVD発売記念イベント…石丸電気ソフト2
- 2006年 7月30日　フルーツパフェDVD発売イベント（共演者:杏なつみ、吉沢真由美、佐伯奈美、美咲あい）…石丸電気ゲームワン
- 2006年 8月19日　おいも屋イベント（共演者:杏なつみ）…おいも屋本舗
- 2006年10月21日　天使DVD発売記念イベント（共演者：杏なつみ、吉沢真由美、遠藤リナ）…石丸電気ソフト1
- 2006年11月25日　おいも屋イベント（10歳誕生日イベント）…おいも屋本舗
- 2006年11月26日　おいも屋イベント（共演者：杏なつみ、小野寺沙羅）…おいも屋本舗
- 2006年12月10日　写真集「まにゃ」、DVD「まなえショータイム」発売記念サイン会…書泉ブックマート
- 2006年12月30日　おいも屋イベント（共演者：北島ミキ）…おいも屋本舗
- 2007年 2月 2日　おいも屋イベント（バレンタインイベント）…おいも屋本舗
- 2007年 4月 7日　おいも屋イベント…おいも屋本舗
- 2007年 5月 5日　おいも屋本舗学園祭…ライブインマジック
- 2007年 6月10日　『Sho→Boh』Vol.7、DVD「なまえまなえ」発売記念サイン会…書泉ブックマート
- 2007年 7月 1日　おいも屋イベント…おいも屋本舗
- 2007年 7月 8日　はにとら学園期末テスト（共演者：青木衣沙、彩音ちか、伊藤有里奈、橘真理、山口ひかり、杏なつみ、沙羅、星☆美優）…石丸電気ソフト1
- 2007年 8月11日　Rainbow Dream、あいど〜なつCD発売記念イベント（共演者:吉沢真由美、北島ミキ、杏なつみ、美咲あい）…秋葉原ラムタラメディアワールド
- 2007年 8月11日　おいもやイベント（CD発売記念イベント）（共演者:吉沢真由美、北島ミキ）…おいも屋本舗
- 2007年 8月12日　おいもや本舗夏祭り in ライブインマジック…ライブインマジック
- 2007年 8月15日　2007アイドルステーション夏祭り…代々木公園野外ステージ
- 2007年 9月17日　おいもやイベント…おいも屋本舗
- 2007年 9月23日　2007アイドルステーションVol.23〜秋祭りだよ!!全員集合〜…新宿村ライブ

### その他イベント
- 2007年 8月13日　そごうの夏祭り〜チュバと一緒に踊っちゃおう…千葉そごう
- 2007年 8月19日　第32回千葉の親子三代夏祭り…千葉中央公園

### 撮影会
- 2006年 2月12日　第18回 いもうと倶楽部撮影会
- 2006年 3月12日　第21回 いもうと倶楽部撮影会
- 2006年 4月 9日　第22回 いもうと倶楽部撮影会
- 2006年 6月18日　第26回 いもうと倶楽部撮影会
- 2006年 7月16日　第27回 いもうと倶楽部撮影会
- 2006年10月22日　第31回 いもうと倶楽部撮影会
- 2006年12月24日　第34回 いもうと倶楽部撮影会
- 2007年 4月 1日　第38回 いもうと倶楽部撮影会
- 2007年 5月 4日　ワナップ春の感謝祭（愛永、美咲あい撮影会）
- 2007年 5月27日　ワナップ美咲あいバースデーイベント（愛永、美咲あい、杏なつみ撮影会）
- 2007年 8月26日　2007年夏休みスペシャル!「はにとら学園 小等部」×ワナップ 撮影会

## メディアへの出演

### テレビバラエティ
- 2007年 2月 3日　TBS　ランク王国　写真集「まにゃ」が2006年12月写真集の売り上げランク7位と紹介
- 2007年 2月20日　TBS　ネプ理科
- 2007年 2月27日　TBS　ネプ理科
- 2007年 3月13日　TBS　ネプ理科
- 2007年 5月18日　NHK教育　シャキーン!
- 2007年 8月 - 2009年4月　チバテレビチュバチュバワンダーランドに星☆美優と沙羅とのユニットC☆starsとして出演